# Shane Harper (Eishockeyspieler)
Shane Harper (* 1. Februar 1989 in Valencia, Kalifornien) ist ein ehemaliger US-amerikanischer Eishockeyspieler, der im Verlauf seiner aktiven Karriere zwischen 2005 und 2024 unter anderem annähernd 420 Spiele in der American Hockey League (AHL) auf der Position des linken Flügelstürmers bestritten hat. Darüber hinaus absolvierte Harper weitere 14 Partien für die Florida Panthers in der National Hockey League (NHL).

## Karriere
Harper spielte zwischen 2005 und 2010 insgesamt fünf Spielzeiten für die Everett Silvertips in der Western Hockey League (WHL), wo er in seiner letzten Saison ins Second All-Star Team der Western Conference berufen wurde.
Ungedraftet wurde er im März 2010 von den Philadelphia Flyers aus der National Hockey League (NHL) verpflichtet, für die er in den folgenden drei Jahren hauptsächlich in der American Hockey League (AHL) zum Einsatz kam. Dort spielte er für deren Farmteam, die Adirondack Phantoms. Im Juni 2013 – wenige Wochen vor Auslaufen seines Vertrags – wurde der Stürmer gemeinsam mit einem Viertrunden-Wahlrecht im NHL Entry Draft 2013 an die New York Islanders abgegeben, die im Gegenzug Mark Streit nach Philadelphia ziehen ließen. Da die Islanders nicht an einer Weiterbeschäftigung Harpers interessiert waren, fand er erst im September 2013 in den Chicago Wolves aus der AHL einen neuen Arbeitgeber. Diesen blieb er zwei Jahre lang treu. Sein zweites Spieljahr bei den Wolves schloss er mit 32 Treffern und somit drittbester Torschütze der Liga ab.
Vor der Saison 2015/16 wurde der US-Amerikaner von den Florida Panthers aus der NHL mit einem Einjahresvertrag ausgestattet, mit dem sie ihn im Saisonverlauf in der AHL bei den Portland Pirates einsetzten. Bereits im Mai 2016 wurde der Vertrag um ein weiteres Jahr verlängert. Zum Beginn der Saison 2016/17 erarbeitete sich Harper schließlich einen Platz im NHL-Kader der Panthers und bestritt 14 Partien, kehrte wenig später jedoch in die AHL zurück. Im März 2017 gaben ihn die Panthers im Tausch für Reece Scarlett an die New Jersey Devils ab. Dort kam er bis zum Saisonende ausschließlich bei den Albany Devils in der AHL zu Einsätzen, ehe sein Vertrag auslief. Im September 2017 erhielt er schließlich einen Probevertrag bei den Los Angeles Kings, der jedoch nicht in einem festen Engagement mündete.
Anschließend wechselte der Angreifer im Oktober 2017 zum HK Lada Toljatti in die Kontinentale Hockey-Liga (KHL), bevor Harper drei Jahre in Schweden beim Örebro HK sowie beim Brynäs IF verbrachte. Zur Saison 2021/22 kehrte der US-Amerikaner schließlich nach Nordamerika zurück, indem er sich den Adirondack Thunder aus der ECHL anschloss. Gegen Ende der Spielzeit bestritt er zudem zwei Partien auf Leihbasis bei den Utica Comets in der AHL. Es folgten für Harper zwei weitere Spielzeiten in Adirondack, ehe der 35-Jährige seine aktive Karriere im Sommer 2024 beendete.

## Erfolge und Auszeichnungen
- 2006 Goldmedaille beim Ivan Hlinka Memorial Tournament
- 2010 WHL West Second All-Star Team
- 2023 ECHL-Spieler des Monats März

## Karrierestatistik

### International
Vertrat Kanada bei:
- Ivan Hlinka Memorial Tournament 2006

(Legende zur Spielerstatistik: Sp oder GP = absolvierte Spiele; T oder G = erzielte Tore; V oder A = erzielte Assists; Pkt oder Pts = erzielte Scorerpunkte; SM oder PIM = erhaltene Strafminuten; +/− = Plus/Minus-Bilanz; PP = erzielte Überzahltore; SH = erzielte Unterzahltore; GW = erzielte Siegtore; 1 Play-downs/Relegation; Kursiv: Statistik nicht vollständig)